# Expedició 14
L'Expedició 14 va ser la catorzena estada de llarga durada a l'Estació Espacial Internacional (ISS). El Comandant Michael López-Alegría, i l'Enginyer del vol Mikhaïl Tiurin es van enlairar del Cosmòdrom de Baikonur el 18 de setembre de 2006, 04:09 UTC, a bord d'una nau Soiuz TMA-9. Es van unir amb en Thomas Reiter, que havia arribat a l'ISS el 6 de juliol de 2006 a bord del Transbordador Espacial Discovery durant la missió STS-121. En el desembre de 2006, la missió del Discovery STS-116 va portar a Sunita Williams per substituir Reiter com a tercer membre de l'Expedició 14. El 21 d'abril de 2007, López-Alegría i Tiurin van tornar a la Terra a bord d'un TMA-9. L'aterratge va tenir lloc a les 12:31:30 UTC.

## Tripulació
| Posició           | Primera Part (Setembre a desembre de 2006)     | Segona Part (Desembre de 2006 a l'abril de 2007) |
| ----------------- | ---------------------------------------------- | ------------------------------------------------ |
| Comandant         | Michael López-Alegría, NASA Quart vol espacial | Michael López-Alegría, NASA Quart vol espacial   |
| Enginyer de vol 1 | Mikhaïl Tiurin, RSA Primer vol espacial        | Mikhaïl Tiurin, RSA Primer vol espacial          |
| Enginyer de vol 2 | Thomas Reiter, ESA Segon vol espacial          | Sunita Williams, NASA Primer vol espacial        |

## Tripulació de reserva
- Peggy Whitson: Comandant – NASA
- Iuri Malentxenko: Enginyer de vol – RSA
- Clayton Anderson: Enginyer de vol – NASA

## Objectius
- Per continuar la construcció de l'Estació Espacial Internacional amb tres passeigs espacials relacionts i una missió del Transbordador Espacial: STS-116 (Discovery).

- Per reubicar la Soiuz TMA-9 des del port de popa del mòdul Zvezdà al port de nadir del mòdul Zarià.

- Per operar les tres visites de naus Progress a l'ISS, plenes de menjar, combustible, aigua i subministraments per augmentar els subministraments lliurats per les visites dels transbordadors espacials.

- Tornar a configurar la potència dels panells solars i el sistema de refrigeració.

- Treure i expulsar les cobertes que cobreixen el sistema de l'estructura integrada.

## Paràmetres de la missió
- Perigeu: 384 km
- Apogeu: 396 km
- Inclinació: 51,6°
- Període: 92 min

- Acoblat: 20 de setembre de 2006, 05:21 am UTC
- Desacoblat: 21 d'abril de 2007, 09:11 am UTC
- Temps acoblat:

## Fets importants

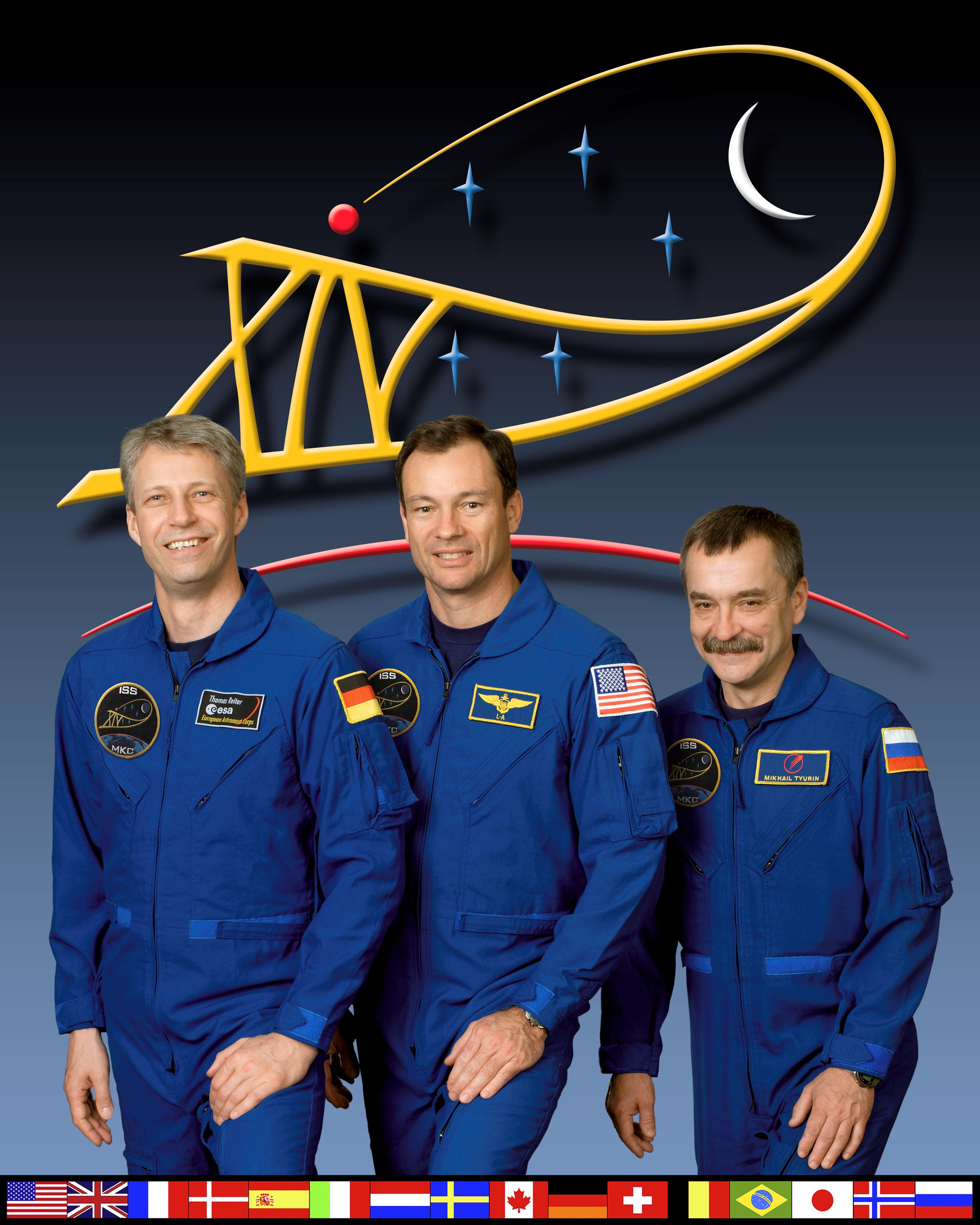
L'Expedició 14 durant la primera part de la missió

### Llançament i acoblament
La tripulació de l'Expedició 14 va ser enlairada, al costat del participant en vol espacial Anousheh Ansari, amb un Soiuz TMA-9, des del Cosmòdrom de Baikonur al Kazakhstan a bord d'un Coet Soiuz a les 04:10 am UTC del 18 de setembre de 2006. El Cosmonauta Tiurin va pilotar la càpsula amb un acoblament perfecte dos dies després a les 05:21 am UTC del 20 de setembre, amb l'obertura de l'escotilla de l'ISS a les 08:30 am UTC. Els membres de l'Expedició 14 (juntament amb Ansari) que van ser rebuts calorosament per la tripulació de l'Expedició 13 Pavel Vinogradov i Jeff Williams, i també pel tercer membre de la mateixa expedició, l'astronauta de l'ESA Thomas Reiter, que va oficialment canviat com a membre de l'Expedició 13 a la 14 quan es va canviar el seu seient de Soiuz.

### Reentrada delAtlantis
L'endemà de l'acoblament, amb la tripulació de l'expedició treballant en operacions conjuntes amb l'Expedició 13, l'ISS es va col·locar de tal manera que els habitants de l'estació van ser capaços d'observar la reentrada del Transbordador Espacial Atlantis al final del STS-115. Mentre observaven el Atlantis es va crear una estela brillant quan travessava l'atmosfera, López-Alegría i Williams van comentar la reentrada al Centre de Control de la Missió a Houston. L'estació estava a uns centenars de quilòmetres per davant de la nau en aquell moment.

### EVA 1
El primer passeig espacial de l'expedició va tenir lloc el 22 de novembre de 2006, començant a les 19:17 EST (23:17 UTC), que havia sigut retardat per l'hora inicial programada a les 18:00 EST (20:00 UTC) a causa d'un problema de refrigeració en el vestit espacial d'en Tiurin. En Tiurin es va treure el vestit i es va descobrir que hi havia una mànega trencada.
Durant el passeig espacial, en Tiurin va colpejar una pilota de golf des de l'exterior de la cambra d'aire de la Pirs. Aquest "experiment" va ser patrocinat per una empresa comercial de Toronto, anomenada Element 21, que fabrica pals de golf fets amb escandi. La pilota pesa 3 grams, comparats als 48 grams d'una pilot de golf estàndard. Amb aquest pes, era poc probable danyar els components de l'estació que accidentalment podrien haver estat colpejats. Hi havia tres boles que permetien dues opcions per repetir el tir, si fes falta, però només es va colpejar una pilota. Es va colpejar la bola amb una sola mà (amb en López-Alegría estabilitzant en Tiurin aguantant-li les cames), el tir va lliscar substancialment, amb la bola volant cap a la dreta de l'estació en comptes de cap enrere. En el 2006, hi va haver plans de gravar en video un tir per a un anunci comercial de TV. El progrés de la bola, que conté un equip de rastreig, podria ser seguit en la web de E21's Track the Ball in Space Arxivat 2013-06-12 a Wayback Machine. que es va crear en el 2006. Encara que, la web simplement calcula una distància suposada de la bola sobre la base d'una velocitat constant i no realitza cap mena de seguiment real. Aquest tipus d'activitat es va dur a terme al voltant de 35 anys després que Alan Shepard colpegés dos pilotes de golf a la Lluna durant l'Apollo 14.
La inspecció d'una antena Kurs en el transportador de càrrega no tripulada Progress 23 es va acoblar a l'extrem de popa del Mòdul de Servei Zvezdà de l'estació el 26 d'octubre de 2006 com a tasca següent. L'acoblament final de la nau espacial a l'estació durant el procediment de connexió es va retardar per més de tres hores a causa del fet que el Control de la Missió de Moscou no estava segura que l'antena es va retractar completament. Tiurin i López-Alegría es van moure a la part posterior del Zvezdà i van fotografiar l'antena. Encara estava completament estesa, per tant en Tiurin va utilitzar un tornavís per alliberar un pestell i va tractar de retreure l'antena. Els controladors de vol russos també van tractar de retractar-la mitjançant l'activació d'un motor. Tampoc va tenir èxit, i la tasca va ser abandonada.
A continuació van reubicar l'antena WAL, que va ser utilitzada posteriorment per guiar la nau de subministrament no tripulada europea, el Vehicle de Transferència Automatitzat, quan es va acoblar amb l'estació. El primer ATV, Jules Verne, finalment es va acoblar a la ISS el 3 d'abril de 2008. En la seva posició anterior l'antena va interferir amb una coberta d'un motor impulsador del Zvezdà.
Llavors es van instal·lar dos experiments de neutrons BTN, que es caracteritza per les partícules carregades i neutres en l'òrbita baixa de la Terra. Sobre el Zvezdà, les seves lectures durant les explosions solars segueixen sent d'especial interès per als científics fins al 2010. Les dues cobertes tèrmiques del BTN van ser expulsades abans que els astronautes tornin a la cambra d'aire de la Pirs a les 00:55 EST (04:55 UTC) de la matinada del 23 de novembre, amb un EVA de 5 hores i 38 minuts.
Una tasca programada final, una inspecció de cargols en una de les dues grues manuals del Strela en el compartiment d'acoblament, es va ajornar a un proper EVA.

### Conclusió
Aquesta missió va ser l'expedició més llarga de l'ISS amb diferència. També, la càpsula Soiuz va ser la més antiga mai utilitzada. López-Alegría, llavors mantenia el rècord americà de passeigs espacials, ara també manté el rècord del vol espacial més llarg d'un astronauta de la NASA.

## Passeigs espacials
Hi va haver cinc passeigs espacials conduïts per l'Expedició 14, amb un total de 33 hores i 42 minuts. Michael López-Alegría va participar en tots els passeigs espacials, mentre que Sunita Williams va prendre part en tres, i Mikhaïl Tiurin va participar en 2. Els cinc passeigs espacials de López-Alegría van situar el rècord d'EVAs durant una missió. Aquest rècord va ser superat per Peggy Whitson durant l'Expedició 16, que també va realitzar cinc caminades espacials.
Nota: ‡ indica una caminada espacial conduïda des de la cambra d'aire de la Pirs.
| Missió | Astronautes | Inici (UTC)                  | Fi (UTC)                     | Duració            |
| EVA 1‡ | Mikhaïl Tiurin Michael López-Alegría | 22 de novembre de 2006 23:17 | 23 de novembre de 2006 04:55 | 5 hores, 38 minuts |
| EVA 1‡ | L'esdeveniment del "tir de golf orbitant" va ser patrocinat per una empresa de golf canadenca a través de l'Agència Espacial Russa. López-Alegría va posar el suport de la bola a l'escala exterior de la Pirs, mentre que en Tiurin configurava una càmera, i llavors es va realitzar el tir de golf. Es va inspeccionar i fotografiar una antena Kurs en el Progress 23, es va ressituar una antena WAL pel Vehicle de Transferència Automatitzat (ATV), es va instal·lar un experiment de neutrons BTN, i es van expulsar dos cobertes tèrmiques del BTN.    |                              |                              |                    |
| EVA 2  | Michael López-Alegría Sunita Williams | 31 de gener de 2007 15:14    | 31 de gener de 2007 23:09    | 7 hores 55 minuts  |
| EVA 2  | Es va reconfigurar un dels dos enllaços de refrigeració que serveixen la Destiny des del sistema temporal al permanent, es va connectar un cable per al Station-to-Shuttle Power Transfer System (SSPTS), es va instal·lar sis cingles de cables i dues barres del cabrestant per assegurar el radiador de babor de l'estructura P6, i llavors es va instal·lar a sobre una coberta. Es van treure una de les dues línies de fluids d'un Early Ammonia Servicer (EAS) en l'estructura del P6. L'EAS es va expulsar durant un proper EVA.                        |                              |                              |                    |
| EVA 3  | Michael López-Alegría Sunita Williams | 4 de febrer de 2007 13:38    | 4 de febrer de 2007 20:49    | 7 hores, 11 minuts |
| EVA 3  | Es va reconfigurar el segon dels dos enllaços de refrigeració del Destiny des del sistema temporal al permanent, es va completar el treball amb la Early Ammonia Servicer (EAS) en l'estructura P6, es va fotografiar l'extrem interior de l'ala solar de babor del P6 en preparació per la seva retracció durant el STS-117, es va treure un para-sol d'un dispositiu de data relay de multiplexador-desmultiplexador, i es va continuar la feina en el SSPTS.                                                                                                 |                              |                              |                    |
| EVA 4  | Michael López-Alegría Sunita Williams | 8 de febrer de 2007 13:26    | 8 de febrer de 2007 20:06    | 6 hores, 40 minuts |
| EVA 4  | Es van treure dues cobertes tèrmiques en dos Rotary Joint Motor Controllers (RJMC) de l'estructura P3, es van treure dos grans cobertes de les badies 18 i 20 del P3, i es va expulsar les cobertes de l'estació. Es va desplegar un Unpressurized Cargo Carrier Assembly Attachment System (UCCAS) a la cara superior de l'estructura del P3, es va treure dos panys de llançament de l'estructura del P5, i es van connectar quatre cables de la SSPTS al Pressurized Mating Adapter (PMA-2) en l'extrem davanter del Destiny on atraquen els transbordadors. |                              |                              |                    |
| EVA 5‡ | Mikhaïl Tiurin Michael López-Alegría | 22 de febrer de 2007 10:27   | 22 de febrer de 2007 16:45   | 6 hores, 18 minuts |
| EVA 5‡ | Es va retractar l'antena de la nau de subministrament Progress al port de popa del mòdul de servei Zvezdà, es va fotografiar una antena de navegació per satèl·lit russa, i es va substituir un experiment de materials rus, es va inspeccionar i fotografiar una antena pel Vehicle de Transferència Automatitzat (ATV), es va fotografiar un experiment de robòtica alemany, i es va inspeccionar, i fotografiar connectors de maquinari. |                              |                              |                    |